# فرانتیشکا پلامینکوا
فرانتیشکا پلامینکوا (به چکی: Františka Plamínková؛ ۵ فوریهٔ ۱۸۷۵ – ۳۰ ژوئن ۱۹۴۲) یک نویسنده، روزنامه‌نگار و فعال سیاسی فمینیست اهل چکسلواکی بود.

## زندگی

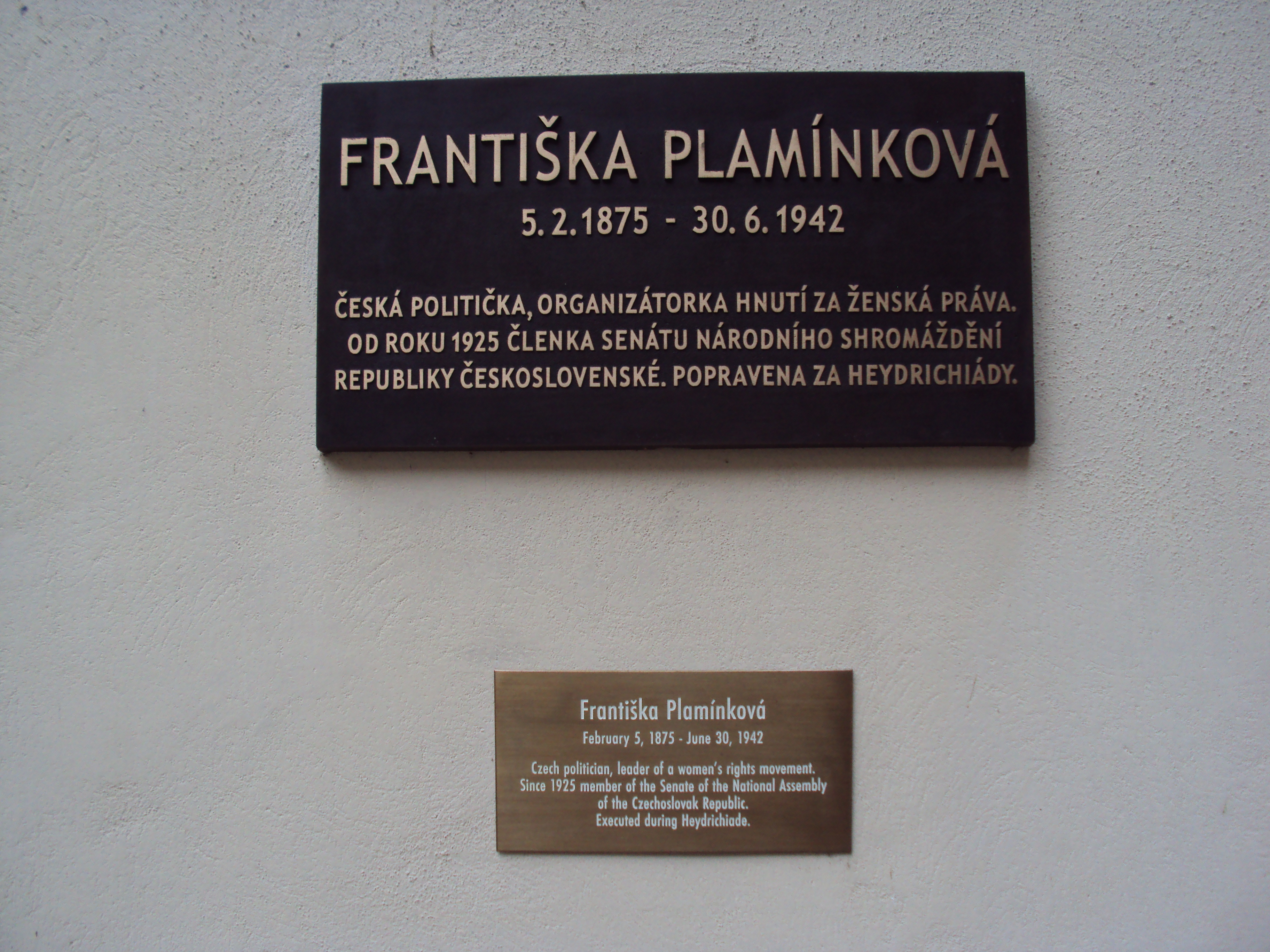
لوح یادبود سناتور فرانتیسکا پلامینکوا در باغ کاخ والنستین

فرانتیسکا فویستینا پلامینکوا در ۵ فوریه سال ۱۸۷۵ در پراگ که بخشی از امپراتوری اتریش-مجارستان بود متولد شد. خانواده‌اش ریشه یهودی داشت. فرانتیسکا جوانترین از سه دختر پدری پینه دوز بود. او که به عنوان یک معلم آموزش دیده بود از آنجایی که ازدواج برای معلمان ممنوع بود با فمینیسم درگیر شد.
فرانتیسکا پلامینکوا به روزنامه‌نگاری تغییر شغل داد و به نوشتن مقالات در مورد نابرابری پرداخت. او به عنوان نماینده مردم در شورای شهر پراگ و پارلمان انتخاب شد و به عنوان یک سناتور در جدایی چکسلواکی از امپراتوری اتریش-مجارستان نقش داشت. او به معاون رئیس جمهور در شورای بین‌المللی زنان و همچنین برای حق رای زنان در اتحاد بین‌المللی زنان و در کنگره‌های بین‌المللی فمینیستی بسیاری حضور یافت.
پلامینکوا در سال ۱۹۴۲ توسط گشتاپو دستگیر شد و اعدام شد.

## افتخارات
در سال ۱۹۳۶ آهنگساز جولی رسوروا ترانه‌ای برای او ساخت.
پس از مرگ پلامینکوا، در سال ۱۹۴۶ از او تجلیل و به او ادای احترام شد. در سال ۱۹۵۰ ستاره طلایی بالاترین یادبود ارتش چکسلواکی بنام جهت آزادی به او اهدا شد. نشان افتخار چک نیز به سبب سهم قابل توجه او در حقوق بشر در سال ۱۹۹۲ به او اهدا شد.
در فوریه سال ۲۰۱۶ گوگل ۱۴۱مین سالگرد تولد او را با تغییر گوگل دودل گرامی داشت.